# Gertrude Mary Woodward
Gertrude Mary Woodward (1854–1939) fue una ilustradora científica británica. Era hija del geólogo Henry Bolingbroke Woodward y hermana de su colega e ilustradora Alice Woodward. Ilustró muchos trabajos paleontológicos para el Museo de Historia Natural, Londres; y, muy preciada por su rigor en la exactitud y calidad de su trabajo de acuarelas. Ilustró los famosos fósiles Piltdown de humano y otros trabajos para Arthur Smith Woodward (no relacionados), así como trabajos para el zoólogo Ray Lankester.

## Obra

### Como ilustradora en libros
- Arthur Smith Woodward. 2016. His Life and Influence on Modern Vertebrate Palaeontology, v. 430 de Geological Society of London Special Publications. Ed. Z. Johanson, P.M. Barrett, M. Richter, M. Smith, ilustró G.M. Woodward. Publicó Geological Society of London, 362 p. ISBN 1862397414, ISBN 9781862397415